# ساموئل دابسون
ساموئل دابسون (به انگلیسی: Samuel Dobson) بازیکن فوتبال اهل بریتانیا است.
دانستنی: از باشگاه‌هایی که در آن بازی کرده‌است می‌توان به باشگاه فوتبال کرو آلکساندرا، باشگاه فوتبال پرستون نورث اند، و باشگاه فوتبال شفیلد یونایتد اشاره کرد. "پایان"